# دريس شقروني
دريس شقروني من مواليد 05 فيفري 1946 بمدينة فاس المغربية، واهتمّ بالمسرح منذ نعومة أظافره، قبل أن يلتحق بالمعهد الوطني للفنون الدرامية في ضاحية برج الكيفان شرقي العاصمة الجزائرية، وتخّرج عام دفعة 1972 بشهادة مهنية في فن التمثيل.
توفي جراء لإصابته بفيروس كورونا ب 20 جويلية 2021

## مشواره الفني

### المسرح

#### ممثل
- باب الفتوح
- يا الأخ راك متسلل
- بني كلبون
- دم الأحرار
- الرجل الطيب في سي تشوان
- المولد النبوي
- زعيط معيط ونقاز الحيط [2]
- عفريت وهفوه
- شعّالين النار
- بونوار وجماعتو
- يا ستار وارفع الستار
- فين كنت البارح
- الدهاليز
- قالوا العرب قالوا
- موت بائع متجول
- الشهداء يعودون هذا الأسبوع
- البوابون
- الغولة والمقبرة.

وشارك الفقيد في مهرجانات عربية ودولية عديدة، وأطّر عدة تربصات في جامعات السانية بوهران، بن عكنون بالجزائر العاصمة، قسنطينة وعنابة، فضلا عن إشرافه على عدة أنشطة ثقافية وتدريسه في المعهد الوطني للفنون الدرامية ومركز الثقافة والإعلام.

#### مساعد مخرج
وكانت لدريس شقروني عدة تواقيع كمساعد مخرج في مسرحيات:
- شي غيفارا لكرم مطاوع
- بيت الدمية لسعد أردش
- بني كلبون لولد عبد الرحمان كاكي
- جحا باع حماره لمصطفى كاتب
- الحكواتي الأخير للمنجي بن براهيم

#### الإخراج
- «رحلة الحظ»
- «الجثة المحاصرة»
- «فرطوط والعسل».

### الأعمال التلفزيونية
وشارك شقروني في مسلسلات وأفلام تليفزيونية على منوال:
- قصة حب
- ما بعد البترول
- الاختطاف
- العقاب المجروع وغيرها.

## مناصب شغلها
- تدريسه في المعهد الوطني للفنون الدرامية ومركز الثقافة والإعلام.
- مثلما تولى رئاسة كلا من الدائرة الفنية ودائرة البرمجة والتوزيع للمسرح الوطني الجزائري [3]
- كما كان مستشارًا فنيًا، وشغل عضوية عدة مسارح جهوية ولجان تحكيم في تظاهرات كثيرة بمدن وهران، عنابة، باتنة والمدية.
- رئاسة لجنة تحكيم المهرجان الوطني للمسرح المحترف في دورته الحادية عشر 2016.[4][5][6]

## وفاته
- توفي الأيقونة دريس شقروني [7] عن عمر يناهز 75 عامًا بعد صراع مرير مع وباء كورونا.